# Маттіас де Цордо
Маттіас де Цордо (нім. Matthias de Zordo; нар. 21 лютого 1988) — німецький легкоатлет, який спеціалізувався на метанні списа.

## Спортивні досягнення
Учасник олімпійських змагань з метання списа (2012), де не вдалось подолати кваліфікаційний раунд.
Чемпіон світу з метання списа (2011).
Чемпіон Діамантової ліги з метання списа (2011).
Був 3-м на Континентальному кубку з метання списа (2010).
Срібний призер чемпіонату Європи з метання списа (2010).
Переможець (2010) та бронзовий призер (2011) командних чемпіонатів Європи з метання списа.
Фіналіст (8-е місце) чемпіонату Європи серед молоді (2009).
Чемпіон Європи серед юніорів з метання списа (2007).
Чемпіон Німеччини з метання списа (2010, 2011).